# Liste der Träger des Ordens de Isabel la Católica (Collane)
In dieser Liste sind die Träger des Ordens de Isabel la Católica in der Stufe Collane mit kurzen Angaben zur Person aufgeführt.

## 2022
- Frank-Walter Steinmeier, Bundespräsident der Bundesrepublik Deutschland

## 2018
- Mariano Rajoy, Ministerpräsident von Spanien

## 2017
- Mauricio Macri, Präsident der Republik Argentinien
- Nursultan Nasarbajew, Präsident der Republik Kasachstan

## 2016
- Marcelo Nuno Duarte Rebelo de Sousa, Präsident der Republik Portugal
- Dominique de la Rochefoucauld-Montbel, Großhospitalier des Malteserordens

## 2015
- Matthew Festing, Großmeister des Malteserordens
- Ollanta Moisés Humala Tasso, Präsident der Republik Peru
- François Hollande, Präsident der Republik Frankreich
- Juan Manuel Santos Calderón, Präsident der Republik Kolumbien

## 2014
- Enrique Peña Nieto, Präsident der Vereinigten Mexikanischen Staaten

## 2012
- Dilma Rousseff, Präsidentin der Föderativen Republik Brasilien

## 2011
- Hamad bin Chalifa Al Thani, Emir von Katar
- Sebastián Piñera, Präsident der Republik Chile
- José Luis Rodríguez Zapatero, Exministerpräsident von Spanien

## 2010
- Michelle Bachelet Jeria, Expräsidentin der Republik Chile

## 2009
- George Abela, Präsident der Republik Malta
- Michel Sleiman, Präsident der Republik Libanon
- Valdis Zatlers, Präsident der Republik Lettland
- Cristina Fernández de Kirchner, Präsidentin der Republik Argentinien

## 2008
- Martín Torrijos Espino, Präsident der Republik Panama
- Alan García Pérez, Präsident der Republik Peru
- Felipe Calderón Hinojosa, Präsident der Vereinigten Mexikanischen Staaten

## 2007
- Gloria Macapagal Arroyo, Präsidentin der Philippinen
- Traian Băsescu, Präsident der Republik Rumänien
- Ivan Gašparovič, Präsident der Republik Slowakei
- Toomas Hendrik Ilves, Präsident der Republik Estland
- László Sólyom, Präsident der Republik Ungarn
- Elías Antonio Saca González, Präsident der Republik Salvador
- Óscar Rafael Berger Perdomo, Präsident der Republik Guatemala

## 2006
- Nicanor Duarte Frutos, Präsident der Republik Paraguay
- Aníbal António Cavaco Silva, Präsident der Republik Portugal

## 2005
- Valdas Adamkus, Präsident der Republik Litauen
- Álvaro Uribe Vélez, Präsident der Republik Kolumbien
- Ferenc Mádl, Präsident der Republik Ungarn

## 2004
- Vaira Vike-Freiberga, Präsidentin der Republik Lettland
- Václav Klaus, Präsident der Tschechischen Republik
- José María Aznar López, Exministerpräsident von Spanien

## 2003
- Luiz Inácio Lula da Silva, Präsident der Föderativen Republik Brasilien
- Francisco Flores Pérez, Präsident der Republik El Salvador

## 2002
- Vicente Fox Quesada, Präsident der Vereinigten Mexikanischen Staaten
- Johannes Rau, Bundespräsident der Bundesrepublik Deutschland
- Rudolf Schuster, Präsident der Slowakischen Republik
- Milan Kučan, Präsident der Republik Slowenien
- António Manuel de Oliveira Guterres, Expremierminister der Republik Portugal

## 2001
- Alejandro Toledo, Präsident der Republik Peru
- Miguel Ángel Rodríguez Echeverría, Präsident der Republik Costa Rica
- Gustavo Noboa Bejarano, Präsident der Republik Ecuador
- Ricardo Lagos Escobar, Präsident der Republik Chile
- Aleksander Kwaśniewski, Präsident der Republik Polen

## 2000
- Hipólito Mejía, Präsident der Dominikanischen Republik
- Fernando de la Rúa, Präsident von Argentinien
- Mohammed VI., König von Marokko
- Hugo Banzer Suárez, Präsident der Republik Bolivien
- Juan Antonio Samaranch Torelló, Präsident des Internationalen Olympischen Komitees

## 1999
- Abdullah II., König von Jordanien
- Jacques Chirac, Präsident der Republik Frankreich
- Andrew Bertie, Großmeister des Malteserordens
- Andrés Pastrana Arango, Präsident der Republik Kolumbien
- Nelson Rolihlahla Mandela, Präsident der Republik Südafrika
- Martti Ahtisaari, Präsident der Republik Finnland

## 1998
- Ernesto Pérez Balladares, Präsident der Republik Panama
- Fernando Henrique Cardoso, Präsident der Föderativen Republik Brasilien

## 1997
- Roman Herzog, Bundespräsident der Bundesrepublik Deutschland
- Armando Calderón Sol, Präsident der Republik El Salvador

## 1996
- Rafael Caldera Rodríguez, Präsident der Republik Venezuela
- Oscar Luigi Scalfaro, Präsident der Republik Italien
- Jorge Fernando Branco de Sampaio, Präsident der Republik Portugal
- Felipe González Márquez, ex Ministerpräsident von Spanien
- Ernesto Zedillo Ponce de León, Präsident der Vereinigten Mexikanischen Staaten

## 1995
- Thomas Klestil, Bundespräsident der Republik Österreich
- Václav Havel, Präsident der Tschechischen Republik
- Fidel Valdez Ramos, Präsident der Republik Philippinen
- Eduardo Frei Ruiz-Tagle, Präsident der Republik Chile

## 1994
- Carlos Saúl Menem, Präsident der Republik Argentinien

## 1992
- César Gaviria Trujillo, Präsident der Republik Kolumbien
- Francisco Fernández Ordóñez, Außenminister von Spanien
- Jorge Antonio Serrano Elias, Präsident der Republik Guatemala
- Luis Alberto Lacalle, Präsident der Republik Uruguay

## 1991
- Zine el-Abidine Ben Ali, Präsident der Republik Tunesien
- Fernando Collor de Mello, Präsident der Föderativen Republik Brasilien

## 1990
- Andrés Rodríguez Pedotti, Präsident der Republik Paraguay
- Carlos Salinas de Gortari, Präsident der Vereinigten Mexikanischen Staaten
- Patricio Aylwin Azócar, Präsident der Republik Chile
- Jaime Paz Zamora, Präsident der Republik Bolivien

## 1989
- Wojciech Jaruzelski, Präsident der Volksrepublik Polen
- Rodrigo Borja Cevallos, Präsident der Republik Ecuador

## 1988
- Virgilio Barco Vargas, Präsident der Republik Kolumbien

## 1987
- Spyros Kyprianou, Präsident der Republik Zypern
- Víctor Paz Estenssoro, Präsident der Republik Bolivien

## 1986
- Marco Vinicio Cerezo Arévalo, Präsident der Republik Guatemala
- Jaime Lusinchi, Präsident der Republik Venezuela
- Franz Josef Strauß, Ministerpräsident von Bayern

## 1985
- Qabus ibn Said, Sultan von Oman
- José Napoleón Duarte, Präsident der Republik El Salvador
- Julio María Sanguinetti, Präsident der Republik Uruguay
- Miguel de la Madrid Hurtado, Präsident der Vereinigten Mexikanischen Staaten
- Mohamed Hosny Mubarak, Präsident der Arabischen Republik Ägypten

## 1983
- Habib Bourguiba, Präsident der Republik Tunesien
- Mobutu Sese Seko Kuku Ngbendu Wa Za Banga, Präsident der Republik Zaire
- Denis Sassou-Nguesso, Präsident der Volksrepublik Kongo
- Belisario Betancur, Präsident der Republik Kolumbien
- Luís Herrera Campíns, Präsident der Republik Venezuela
- João Baptista de Oliveira Figueiredo, Präsident der Föderativen Republik Brasilien
- Gregorio Álvarez, Präsident der Republik Uruguay

## 1982
- Ahmadou Ahidjo, Präsident der Republik Kamerun
- François Mitterrand, Präsident der Republik Frankreich
- Isa bin Salman Al Chalifa, Emir von Bahrain
- Zayid bin Sultan Al Nahyan, Präsident der Vereinigten Arabischen Emirate

## 1981
- Jaime Roldós Aguilera, Präsident der Republik Ecuador
- Soeharto, Präsident der Republik Indonesien

## 1979
- Teodoro Obiang Nguema Mbasogo, Präsident von Äquatorial-Guinea
- Aristides Royo, Präsident der Republik Panama
- Julio César Turbay Ayala, Präsident der Republik Kolumbien
- Francisco Morales Bermúdez Cerruti, Präsident der Republik Peru
- Jorge Rafael Videla, Präsident der Republik Argentinien

## 1978
- Leopold Sedar Senghor, Präsident der Republik Senegal
- Ahmed Hassan Al-Bakr, Präsident der Republik Irak
- Rudolf Kirchschläger, Bundespräsident der Republik Österreich

## 1977
- José López Portillo, Präsident der Vereinigten Mexikanischen Staaten
- Carlos Andrés Pérez, Präsident der Republik Venezuela
- Kjell Eugenio Laugerud García, Präsident der Republik Guatemala
- Juan Alberto Melgar Castro, Präsident der Republik Honduras
- Carlos Humberto Romero, Präsident der Republik El Salvador
- Daniel Oduber Quirós, Präsident der Republik Costa Rica
- Demetrio Basilio Lakas, Präsident der Republik Panama
- Walter Scheel, Bundespräsident der Bundesrepublik Deutschland
- António Ramalho Eanes, Präsident der Republik Portugal
- Hussein I., König von Jordanien
- Anwar as-Sadat, Präsident der Arabischen Republik Ägypten
- Jean-Marie Villot, Kardinalstaatssekretär

## 1976
- Valéry Giscard d’Estaing, Präsident der Republik Frankreich
- Alfonso López Michelsen, Präsident der Republik Kolumbien
- Manuel Fraga Iribarne, Innenminister von Spanien
- José María de Areilza y Martínez-Rodas, Außenminister von Spanien
- Antonio Garrigues Díaz-Cañabate, Justizminister von Spanien
- José Solis Ruiz, Arbeitsminister von Spanien
- Joaquín Balaguer Ricardo, Präsident der Dominikanischen Republik

## 1975
- Urho Kekkonen, Präsident der Republik Finnland
- Reza Pahlavi, Thronfolger von Persien

## 1973
- Alfredo Stroessner, Präsident der Republik Paraguay
- Héctor José Cámpora, Präsident der Republik Argentinien
- Alejandro Agustín Lanusse, Präsident der Republik Argentinien

## 1970
- Marcello José das Neves Alves Caetano, Premierminister von Portugal

## 1969
- Ferdinando Edralin Marcos, Präsident der Philippinen

## 1966
- René Schick Gutiérrez, Präsident von Nicaragua

## 1964
- Amleto Giovanni Cicognani, Kardinal

## 1962
- Diosdado Macapagal y Pangan, Präsident der Republik Philippinen
- Ildebrando Antoniutti, Kardinal

## 1960
- Balduin, König der Belgier
- Jorge Alessandri Rodríguez, Präsident der Republik Chile
- Arturo Frondizi, Präsident der Republik Argentinien

## 1958
- Juscelino Kubitschek de Oliveira, Präsident der Föderativen Republik Brasilien
- Paul I., König von Griechenland

## 1957
- Mohammad Reza Pahlavi, Schah von Persien

## 1956
- Marcos Pérez Jiménez, Präsident der Republik Venezuela

## 1954
- Rafael Leónidas Trujillo Molina, Präsident der Dominikanischen Republik

## 1952
- Getúlio Vargas, Präsident der Föderativen Republik Brasilien

## 1951
- Elpidio Quirino, Präsident der Republik Philippinen
- Faruk I., König von Ägypten

## 1947
- Manuel Arce y Ochotorena, Kardinal
- Juan Manuel Aristegui y Vidaurre,
- Emilio de Navasqües y Ruiz de Velasco,
- Salvador Castaneda Castro, Präsident der Republik El Salvador

## 1946
- Juan Domingo Perón, Präsident der Republik Argentinien
- Enrique Pla y Deniel, Kardinal, Primas

## 1942
- Ramón S. Castillo, Präsident der Republik Argentinien

## 1941
- Jorge Ubico, Präsident der Republik Guatemala
- Maximiliano Hernández Martínez, Präsident der Republik El Salvador

## 1940
- Manuel Prado Ugarteche, Präsident der Republik Peru
- Roberto María Ortiz, Präsident der Republik Argentinien

## 1939
- Joachim von Ribbentrop, Außenminister des Deutschen Reiches
- António de Oliveira Salazar, Ministerpräsident der Republik Portugal
- Ludovico Chigi Albani della Rovere, Großmeister des Malteserordens

## 1938
- Galeazzo Ciano di Cortelazzo, Außenminister von Italien

## 1935
- Federico Tedeschini, Apostolischer Nuntius in Spanien
- Isidro Gomá y Tomás, Erzbischof von Toledo, Primas

## 1931
- Niceto Alcalá Zamora y Torres, Präsident von Spanien
- Alfons Pius de Borbón, Fürst von Asturien

## 1929
- Eustaquio Ilundáin y Esteban, Kardinal
- Miguel Primo de Rivera y Orbaneja, Ministerpräsident von Spanien

## 1927
- Carlos de Estrada

## 1909
- Alexander Kircher, deutsch-österreichischer Marine- und Landschaftsmaler sowie Illustrator
- Ernst von Schuch, österreichischer Dirigent in Sachsen (Verleihung auch 1908 möglich)

## 1894
- Hermann Levi, deutscher Dirigent, Generalmusikdirektor und Hofkapellmeister am Königlichen Hof- und Nationaltheater in München

## 1881
- David Kalākaua, König von Hawaiʻi

## Quelle (für Verleihungen ab 1960)
- Ordensträger auf der Seite des Spanischen Außenministeriums